# Sárgatúró
El sárgatúró ("mató groc" en hongarès) és una especialitat pasqual hongaresa, preparada principalment a les regions de tradició catòlica oriental, especialment al Comtat de Szabolcs-Szatmár-Bereg i a la zona de Hajdúság.

## Preparació
Es prepara combinant llet, ous i sucre, que es bullen mentre es remou constantment fins que la barreja comença a quallar, de manera similar al mató o al quark. Després s'hi afegeix aroma de vainilla. Quan s'han format els grumolls, la barreja es col·loca dins d’un drap resistent i es prem per eliminar-ne l'excés d'humitat. La part superior del drap es lliga amb una cinta i el sárgatúró es penja per deixar-lo degotar i consolidar-se. Se serveix fred, acompanyant altres menjars típics de Pasqua com el pernil, el kalács i els ous durs. A més de la recepta bàsica, algunes variants familiars poden incloure panses, canyella o nou moscada com a espècies addicionals.

## Tradicions
Entre les tradicions pasquals relacionades amb el sárgatúró es troba la de portar una cistella amb menjar a la missa de Pasqua, perquè el sacerdot la beneeixi. En alguns pobles, la cistella beneïda es duia després per tota la casa per allunyar els mals esperits.